# قبله عالم (مجموعه نمایش خانگی)
قبلهٔ عالم یک مجموعهٔ نمایش خانگی ایرانی به کارگردانی حامد محمدی است. این سریال دربارهٔ زندگی ناصرالدین‌شاه قاجار ساخته شده‌است. قسمت نخست این سریال در ۱۰ مرداد ۱۴۰۰ از طریق سکوی فیلیمو منتشر شد. در این سریال محمدرضا علیمردانی به عنوان راوی و مجتبی فلاحی در نقش امیرکبیر حضور دارند. در ۲۱ مهر ۱۴۰۰ پخش سریال «قبله‌عالم» به دلیل ممیزی‌های فراوان و برای احترام به مخاطبان متوقف می‌شود. سریال قبله عالم از روز نخستِ پخش تا به امروز در فرایند تولید و ممیزی دچار چالش‌های فراوان شد، به‌گونه‌ای که پیوستگی خود را از دست داد و بخش عمده‌ای از هر قسمت سریال مورد حذف قرار گرفت؛ بنابراین فیلیمو تصمیم گرفت قسمت هفتم قبله عالم، قسمت پایانی آن باشد و پخش آن به‌طور کامل متوقف شود.

## بازیگران
| بازیگر          | نقش                                     | توضیحات                                                     |
| --------------- | --------------------------------------- | ----------------------------------------------------------- |
| حامد کمیلی      | ناصرالدین‌شاه                            | چهارمین پادشاه قاجار ایران                                  |
| حامد کمیلی      | ناصر                                    | بدل ناصرالدین‌شاه، کلاهبردار                                 |
| شقایق دهقان     | مهدعلیا                                 | مادر ناصرالدین‌شاه قاجار، ملکه قجری                          |
| سام درخشانی     | افشین چمنزار                            | سرایدار کاخ و عمارت دکتر تاج‌بخش، صدر اعظم جدید ناصرالدین‌شاه |
| هادی کاظمی      | ظل‌الدوله                                | صدراعظم سابق ناصرالدین‌شاه                                   |
| اردشیر رستمی    | طبیب خشایارالسلطنه (دکتر خشایار تاج‌بخش) | طبیب مخصوص ناصرالدین‌شاه، طبیب دربار ناصری                   |
| پژمان بازغی     | میرزا رضا کرمانی                        | قاتل ناصرالدین‌شاه                                           |
| سوگل خلیق       | مونس‌السلطنه                             | همسر و سوگلی ناصرالدین‌شاه                                   |
| مارین ون هولک   | آنجلیناالسلطنه                          | همسر فرنگی ناصرالدین‌شاه                                     |
| سمانه پاکدل     |                                         |                                                             |
| سروش صحت        | ستوان آرش لوزانی                        | رئیس پلیس پاسگاه                                            |
| مهیار پوربابایی | جهانگیر میرزایی                         | سرباز پاسگاه                                                |
| زهرا بهروزمنش   | ماهی                                    | همسر میرزا رضا کرمانی، نامزد سابق بدل ناصرالدین‌شاه          |
| واراند پطروسیان |                                         | دستیار خشایارالسلطنه                                        |
| مجتبی فلاحی     | امیرکبیر                                | صدراعظم ناصرالدین‌شاه                                        |

## تولید
رئیس سازمان فرهنگی، اجتماعی و ورزشی شهرداری کاشان از آغاز فیلم‌برداری قبله عالم در خانه طباطبایی‌ها، از اماکن گردشگری تحت نظارت این سازمان خبر داد.

قسمت سوم سریال قبله عالم که قرار بود در تاریخ ۲۴ مرداد از پلتفرم فیلیمو پخش شود، بخاطر احترام به امام حسین و ایام محرم به تعویق افتاد و در روز یکشنبه ۷ شهریور پخش شد که این امر موجب اعتراض کاربران شد. فیلیمو خبر داد که قسمت سوم ۷ شهریور پخش نمی‌شود و قسمت سوم ۱۴ شهریور با تأخیر در ساعت ۸ شب پخش شد. فیلیمو گفت که قسمت چهارم با تأخیر در ساعت ۱۰:۳۰ شب پخش شد. قسمت پنجم یکشنبه ۲۸ شهریور پخش نمی‌شود و گفته شده بود قسمت پنجم در یکشنبه ۴ مهر به دلیل احترام به اربعین حسینی پخش نخواهد شد و در چهارشنبه ۷ مهر پخش خواهد شد ولی در چهارشنبه ۷ مهر هم قسمت پنجم پخش نشد و قرار است در یکشنبه ۱۱ مهر پخش شود. فیلیمو اعلام کرد که قسمت ۵ و۶ با هم ادغام می‌شوند و قسمت ۵ و ۶ یک قسمت می‌شوند. فیلیمو اعلام کرد که قسمت ۵ و ۶ ساعت ۸ منتشر نمی‌شود و ساعت ۱۴ پخش می‌شود. قسمت ۵ و ۶ ساعت ۱۴ منتشر نمی‌شود و زمان پخشش ساعت ۱۸ است. در نهایت با تأخیر در ساعت ۱۰: ۱۸ پخش شد. فیلیمو اعلام کرد پخش قبله عالم کاملاً متوقف می‌شود و قسمت ۷ قسمت پایانی قبله عالم خواهد بود. و به دلیل لخت بودن حامد کمیلی در قسمتی از سریال مجوزش باطل شد.

## لوکیشن
- خانه طباطبایی‌ها
- خانه بروجردی‌ها
- باغ فین کاشان
- شمس العماره
- شهرک سینمایی غزالی
- حمام فین کاشان
- حمام سلطان امیراحمد

## قسمت‌ها
| شماره قسمت      | عنوان قسمت    | مدت زمان | تاریخ انتشار   | خلاصه داستان | دربارهٔ رمان‌ها                              |
| --------------- | ------------- | -------- | -------------- | --- | ------------------------------------------ |
| قسمت اول        | شاهزاده و گدا | ۴۷:۲۹    | ۱۰ مرداد ۱۴۰۰  | این پدرسوخته حرف که می‌زند، ما دلمان غنج می‌رود برای شنیدن زنگ صدای خودمان… | شاهزاده و گدا - مارک تواین - ۱۸۸۱          |
| قسمت دوم        | غرور و تعصب   | ۵۰:۳۳    | ۱۷ مرداد ۱۴۰۰  | در شفاخانه دربار ناصری، طبیب مخصوص شاه، خشایارالسلطنه، در حال آزمایش است تا اکسیری برای بدل شاه بسازد … اکسیر جوانی… | غرور و تعصب - جین آستن - ۱۸۱۳              |
| قسمت سوم        | بر باد رفته   | ۴۲:۵۶    | ۱۴ شهریور ۱۴۰۰ | هر کی هستی بیا بیرون… قول می دم کاری باهات نداشته باشم… برادر یا خواهر محترم! | بر باد رفته - مارگارت میچل - ۱۹۳۶          |
| قسمت چهارم      | آرزوهای بزرگ  | ۳۷:۴۰    | ۲۱ شهریور ۱۴۰۰ | قشنگ معلومه زن زندگی هستی!... همه زن‌ها بچه تربیت می کنن فوق فوقش بچشون دکتر و مهندس میشه، شما بچه تربیت کردی شده شاه… | آرزوهای بزرگ - چارلز دیکنز - ۱۸۶۱          |
| قسمت پنجم و ششم | بینوایان      | ۱:۰۱:۰۶  | ۱۱ مهر ۱۴۰۰    | ایرانی جماعت غم زیاد دارند اما اشکشون دم مشکشون نیست. | بینوایان - ویکتور هوگو - ۱۸۶۲              |
| قسمت هفتم (آخر) | جوجه اردک زشت | ۳۷:۳۰    | ۱۸ مهر ۱۴۰۰    | فیلمی که شاه در فضای مجازی منتشر کرده، باعث تفریح مردم شده‌است. ظل الدوله که می‌بیند دیگر از چشم شاه افتاده و افشین جای او را گرفته نقشه ای می‌کشد تا رقیب را از میدان به در کند، غافل از این که حوادث دیگری در کمین شاه و خاندان قاجار است… | جوجه اردک زشت - هانس کریستین اندرسن - ۱۸۴۳ |

اسم قسمت‌های قبله عالم از رمان‌های معروف گرفته شده‌است.
پخش این سریال در ۲۱ مهرماه ۱۴۰۰ به دلیل ممیزی و سانسورهای فراوان متوقف شد.

## حواشی
- کارگردان و برخی از بازیگران این سریال از جمله هادی کاظمی، حامد کمیلی، شقایق دهقان، سام درخشانی، سوگل خلیق به سانسور بیش از حد این سریال اعتراض کردند.